# 傑克·李利
傑克·李利（Jake Lilley，1993年7月20日—），是一名出生於澳大利亞布里斯班的帆船運動員。他曾參加2016年里約奧運，結果在男子芬蘭型項目上獲得第八名。

## 外部連結
- 傑克·李利的Facebook專頁
- 傑克·李利的X（前Twitter）
- Jake Lilley （页面存档备份，存于） - ISAF